# Trichoniscoides albidus
Trichoniscoides albidus là một loài chân đều trong họ Trichoniscidae. Loài này được Budde-Lund miêu tả khoa học năm 1879.